# Louis-Ferdinand Céline
Louis-Ferdinand Céline (Courbevoie, 1894. május 27. – Meudon, 1961. július 1.), (eredeti nevén Louis-Ferdinand Destouches) francia író és orvos. Írói névként nagyanyja lánykori nevét használta.
Céline-t a huszadik század egyik legnagyobb hatású írójaként tartják számon, aki egy olyan új stílust alakított ki, amely modernizálta a francia és a világirodalmat egyaránt. Mindamellett a harmincas évek végén és 1941-ben publikált három pamfletje és a második világháború alatt tett kijelentései nyomán vitatott személyiséggé vált.

## Élete

### Korai évei
Destouches 1894-ben Párizs Courbevoie nevű külvárosában született. Apja egy biztosítási cég kishivatalnoka, anyja csipkeverő volt. Tizenegy évesen felhagyott tanulmányaival, ettől kezdve a legkülönbözőbb cégeknél dolgozott kifutófiúként és gyakornokként. 1908 és 1910 között szülei egy-egy évre Németországba és Angliába küldték nyelvet tanulni, azt remélvén, hogy így jobb esélyekkel indul majd a kenyér utáni hajszában.
1912-ben besorozták, hároméves szolgálatát a 12. lovasezrednél kezdte meg Rambouillet-ben. 1914 októberében Ypres közelében megsebesült, amiért katonai érdeméremmel tüntették ki és még a l'Illustré National címlapjára is fölkerült a képe. Fejsérüléséből rendszeres kínzó fülzúgás maradt vissza. 1915-ben olyan súlyos karsérülést szenvedett, hogy felmentették minden további szolgálat alól.
Ezt követően a londoni útlevélhivatalban dolgozott. Londoni tartózkodása alatt átesett egy gyors, csendes házasságon és váláson. 1916 és 1917 között egy fűrészárucég alkalmazásában Nagy-Britannia nyugat-afrikai gyarmatain időzött. A következő három évben a Rockefeller Alapítvány megbízásából Bretagne-ban végzett felvilágosító munkát a tuberkulózisról. Emellett középfokú tanulmányokat folytatott Rennes-ben. 1919-ben leérettségizett és feleségül vette Edith Follet-t, a Rennes-i egészségügyi iskola igazgatójának lányát. 1920-ban megszületett lánya, Colette.
1924-ben orvosi képesítést szerzett, diplomamunkája Semmelweis Ignác életéről és munkásságáról szólt. 1925-ben elhagyta családját és a Népszövetség égisze alatt megfordult Svájcban, Angliában, az afrikai gyarmatokon, Kanadában, az Egyesült Államokban és Kubában. Hazatérvén, 1928-ban a Montmartre-on indított magánpraxist, és a szülészetre szakosodott. 1931-ben azonban fölhagyott magánkarrierjével, hogy egy ingyenes beteggondozóban dolgozzon. 1932-ben fejezte be Utazás az éjszaka mélyére (Voyage au bout de la nuit) című regényét, ami Renaudot-díjat kapott, s amellyel kis híján megnyerte a Goncourt-díjat.

### Irodalmi munkássága
Legismertebb műve az Utazás az éjszaka mélyére, mellyel Céline korának nem egy irodalmi konvencióját zúzta össze, felhasználva például a szleng és a vulgáris beszéd ritmusát és egy bizonyos fokig szókészletét is, sokkal következetesebben, mint az előtte ilyesmivel próbálkozó írók bármelyike. (Például Émile Zola.) A könyv komoly sikert aratott a közönség körében, a Goncourt-díjat mégsem nyerte el. A döntés olyannyira vitás volt, hogy utóbb könyv is született róla. (Eugéne Saccomano: Goncourt 32)
Céline 1936-ban publikálta Halál hitelbe (Mort à crédit) című regényét, melyben egészen újszerű, kaotikus és deheroizált képet nyújt az emberi szenvedésről.
E két könyve nem csak a stílus nagy megújítójának mutatja Céline-t, de remek mesélőnek is. Ebben az időben a fiatal, feltörekvő írók körében (mint például Sartre) Céline nagy csodálatnak örvendett, és ő volt a legtöbbet emlegetett szerző.

### Száműzetés
Az 1930-as évek végén, majd a német megszállás idején Céline három fajgyűlölő pamfletet publikált. Egy részlet a másodikból, amely a Denoël kiadónál Párizsban 1938-ban jelent meg "L'École des cadavres" (Hullaiskola) címen:
„Les Juifs, racialement, sont des monstres, des hybrides, des loupés tiraillés qui doivent disparaître. […] Le juif n'a jamais été persécuté par les aryens. Il s'est persécuté lui-même.” (A zsidók fajilag szörnyetegek, korcsok, rángatózó elfuseráltak, akiknek el kell tűnniük a föld színéről. […] A zsidót az árják sohasem üldözték. Saját magát üldözte.)
A Vichy-kormány bukása után 1944-ben Céline Henri Philippe Pétain elnök és Pierre Laval miniszterelnök kíséretében a németországi Sigmaringenbe menekült, majd a nácik bukása után Dániába, ahol 1945-ben bíróság elé állították és börtönbüntetésre ítélték. A börtönből másfél év után szabadult, de Franciaországba csak 1951-ben térhetett vissza.
Később Céline visszanyerte hírnevét egy regénytrilógiával, melyben száműzetésének történetét mesélte el. Úgymond bálványa lett a beat mozgalomnak. William S. Burroughs és Allen Ginsberg is meglátogatta őt párizsi lakásában az ötvenes években. Céline 1961. július 1-jén halt meg.

## Munkássága
Az Utazás az éjszaka mélyére a huszadik századi világirodalom legnagyobb regényeinek egyike. Céline öröksége tovább él Samuel Beckett tragikus keserűségében, mások közt Sartre, Raymond Queneau és Jean Genet őt idéző írásaiban és abban a csodálatban, amit Jean-Marie Gustave Le Clézio, Alain Robbe-Grillet és Roland Barthes táplált iránta. Az Amerikai Egyesült Államokban is számtalan író tartozik nyilvánvaló hálával Az Utazás az éjszaka mélyére szerzőjének, úgy mint Henry Miller, Jack Kerouac, Joseph Heller, Kurt Vonnegut, William S. Burroughs és Ken Kesey, noha a viszonylag kései angol fordítás miatt a közvetlen befolyást sok esetben bajos volna kimutatni. Kevés első regénynek van akkora hatása, mint amekkora az Utazásnak volt. Kirobbanó, közvetlen stílusával sokkolta a legtöbb kritikust, miközben azonnal utat talált a francia olvasóközönség szívéhez, akik lelkesen fogadták a kispolgári antihős, Bardamu erőszakkal teli csetlésbotlásait. A szerző háborús tapasztalatai, afrikai és New York-i utazásai, majd visszatérése a háború utáni Franciaországba mind a bőven áradó történet egy-egy fejezetét képezik.
Céline prózáját áthatja a pesszimizmus, akár karaktereit a balfékségre való hajlam, az aggodalmaskodás, a nihilizmus és a tehetetlenség. A regényeiben megjelenő árulás és kizsákmányolás nem idegen Céline magánéletétől sem. Két igaz szerelmét, a feleségét és a macskáját azonban mindig kedves és meleg szavakkal említi. A személyesség folyamatos leépítése a stílus sokrétűségében érhető tetten. A Bohócbanda (Guignol's Band) és a London Bridge című regények középpontjában az első világháború alatti londoni alvilág áll. Céline önéletrajzi narrátora mesél egy titokzatos franciával való végzetes barátságáról, kellemetlen kapcsolatairól London stricijeivel és kurváival és közös ellenségükről, a Scottland Yard felügyelőjéről. Ezek a regények a fekete humor olyan magaslatait képviselik, ahová kevés író ér föl.
Céline élete utolsó percéig folytatta az írást, Rigodon című regényét halála napján fejezte be.
Írásai a fekete komédia jellegzetes példái, ahol a szerencsétlen és gyakran borzalmas események is humoros formát öltenek. Céline műveinek hiperrealizmusa gyakran megdöbbentő tud lenni. Fő erőssége azonban abban a tehetségében áll, amivel hiteltelenít jóformán mindent, ami még a humanizmus nyomait őrzi. Céline komoly hatást gyakorolt Irvine Welshre, Günter Grassra és Charles Bukowskira is. Bukowski híres mondása szerint „az Utazás az éjszaka mélyére a legjobb könyv, amit az elmúlt kétezer évben írtak.”

### Céline magyarul
Az Utazás már 1934-ben megjelent magyarul Hevesi András fordításában, később még három kiadást ért meg Szávai János fordításában 1977-ben a Magvető Kiadónál, 2003-ban az Európa Könyvkiadónál, 2010-ben pedig a Kalligramnál. Ugyancsak Szávai Jánosnak, illetve a pozsonyi Kalligram kiadónak köszönhető, hogy ma már a Halál hitelbe (2006) és a Bohócbanda (2008) is hozzáférhető magyar nyelven.

## Művei

### Regények
- Voyage au bout de la nuit (Utazás az éjszaka mélyére) (1932)
- Mort à crédit (Halál hitelbe) (1936)
- Guignol's Band (Bohóc banda) (1944)
- Casse-pipe (1949)
- Féerie pour une autre fois (1952)
- Normance : Féerie pour une autre fois II (1954)
- D'un château l'autre (1957)
- Nord, Gallimard (1960)
- Le Pont de Londres / Guignol's Band II (1964)
- Rigodon (1969)

### Röpiratok
- Mea Culpa (1936])
- Bagatelles pour un massacre (1937)
- L'École des cadavres (1938)
- Les Beaux Draps (1941)

### Egyéb szövegek
- La Vie et l'Œuvre de Philippe Ignace Semmelweis (1924)
- La Quinine en Thérapeutique (1925)
- L'Église (1933)
- Foudres et flèches (1948)
- Scandale aux abysses (1950)
- Entretiens avec le professeur Y (1955)
- Ballets sans musique, sans personne, sans rien (1959)
- Progrès (1978)
- Arletty, jeune fille dauphinoise (1983)
- Préfaces et dédicaces (1987)
- Histoire du petit Mouck (1997)
- À l'agité du bocal (2006)
- Carnet du Cuirassier Destouches (1913)

## Magyarul megjelent művei
- Utazás az éjszaka mélyére; ford., utószó Szávai János; Magvető, Bp., 1977 (Világkönyvtár)
- Halál hitelbe. Regény; ford. Szávai János; Kalligram, Pozsony, 2006 ISBN 8071497584
- Bohócbanda; ford. Szávai János; Kalligram, Pozsony, 2008 ISBN 9788071499732
- Utazás az éjszaka mélyére, Kalligram Könyvkiadó, 2010 ISBN 9788081013454
- London Bridge. Bohócbanda II.; ford. Szávai János; Kalligram, Pozsony, 2011 ISBN 9788081014710
- Semmelweis; előszó Didier Houssin, ford. Szabolcs Katalin; Pesti Kalligram, Bp., 2012
- Kastélyról kastélyra; ford. Szávai János; Pesti Kalligram, Bp., 2014